# Belgium az 1984. évi nyári olimpiai játékokon
Belgium az egyesült államokbeli Los Angelesben megrendezett 1984. évi nyári olimpiai játékok egyik részt vevő nemzete volt. Az országot az olimpián 14 sportágban 63 sportoló képviselte, akik összesen 4 érmet szereztek.

## Érmesek
| Érem  | Versenyző                      | Sportág      | Versenyszám        |
| ----- | ------------------------------ | ------------ | ------------------ |
| Arany | Roger Ilegems                  | Kerékpározás | Férfi pontverseny  |
| Ezüst | Pierre-Marie Deloof Dirk Crois | Evezés       | Férfi kétpárevezős |
| Bronz | Ann Haesebrouck                | Evezés       | Női egypárevezős   |
| Bronz | Ingrid Lempereur               | Úszás        | Női 200 m mell     |

## Atlétika
Férfi
| Versenyző         | Versenyszám    | Előfutam | Előfutam | Előfutam | Negyeddöntő | Negyeddöntő | Negyeddöntő | Elődöntő | Elődöntő | Elődöntő | Döntő   | Döntő    |
| Versenyző         | Versenyszám    | Idő      | Hely.    | Össz.    | Idő         | Hely.       | Össz.       | Idő      | Hely.    | Össz.    | Idő     | Helyezés |
| ----------------- | -------------- | -------- | -------- | -------- | ----------- | ----------- | ----------- | -------- | -------- | -------- | ------- | -------- |
| Ronald Desruelles | 100 m          | 10,46    | 1.       | 17.      | kiesett     | kiesett     | kiesett     | kiesett  | kiesett  | kiesett  | kiesett | kiesett  |
| Bob Verbeeck      | 5000 m         | 13:46,27 | 5.       | 12.*     |             |             |             | 13:46,03 | 13.      | 21.      | kiesett | kiesett  |
| Vincent Rousseau  | 5000 m         | 13:57,96 | 7.       | 32.      |             |             |             | kiesett  | kiesett  | kiesett  | kiesett | kiesett  |
| Karel Lismont     | Maraton        |          |          |          |             |             |             |          |          |          | 2:17:07 | 24.      |
| Armand Parmentier | Maraton        |          |          |          |             |             |             |          |          |          | 2:18:10 | 30.      |
| Johan Geirnaert   | Maraton        |          |          |          |             |             |             |          |          |          | 2:21:35 | 41.      |
| Michel Zimmermann | 400 m gát      | 49,90    | 3.       | 11.      |             |             |             | 49,79    | 4.       | 9.       | 50,69   | 7.       |
| Rik Tommelein     | 400 m gát      | 50,05    | 4.       | 13.      |             |             |             | 50,06    | 8.       | 13.      | kiesett | kiesett  |
| William Van Dijck | 3000 m akadály | 8:29,68  | 4.       | 11.      |             |             |             | 8:23,08  | 7.       | 14.      | kiesett | kiesett  |
| Peter Daenens     | 3000 m akadály | 8:28,26  | 3.       | 6.       |             |             |             | 8:21,77  | 7.       | 13.      | kiesett | kiesett  |

| Versenyző   | Versenyszám | Selejtező | Selejtező | Döntő    | Döntő    |
| Versenyző   | Versenyszám | Eredmény  | Helyezés  | Eredmény | Helyezés |
| ----------- | ----------- | --------- | --------- | -------- | -------- |
| Eddy Annijs | Magasugrás  | 221 cm    | 15.       | kiesett  | kiesett  |

Női
| Versenyző                  | Versenyszám | Eredmény | Helyezés |
| -------------------------- | ----------- | -------- | -------- |
| Ria Van Landeghem          | Maraton     | 2:37:11  | 21.      |
| Marie-Christine Deurbroeck | Maraton     | 2:38:01  | 24.      |
| Francine Peeters           | Maraton     | 2:42:22  | 29.      |

| Versenyző      | Versenyszám | Selejtező | Selejtező | Döntő    | Döntő    |
| Versenyző      | Versenyszám | Eredmény  | Helyezés  | Eredmény | Helyezés |
| -------------- | ----------- | --------- | --------- | -------- | -------- |
| Chris Soetewey | Magasugrás  | 180 cm    | 22.       | kiesett  | kiesett  |

* - egy másik versenyzővel azonos eredményt ért el

## Cselgáncs
| Versenyző           | Versenyszám  | Csoport | Selejtező                 | 32-es főtábla              | Nyolcaddöntő      | Negyeddöntő       | Elődöntő          | Vigaszág nyolcaddöntő       | Vigaszág negyeddöntő         | Vigaszág elődöntő | Bronz- mérkőzés   | Döntő             | Helyezés |
| Versenyző           | Versenyszám  | Csoport | Ellenfél Eredmény         | Ellenfél Eredmény          | Ellenfél Eredmény | Ellenfél Eredmény | Ellenfél Eredmény | Ellenfél Eredmény           | Ellenfél Eredmény            | Ellenfél Eredmény | Ellenfél Eredmény | Ellenfél Eredmény | Helyezés |
| ------------------- | ------------ | ------- | ------------------------- | -------------------------- | ----------------- | ----------------- | ----------------- | --------------------------- | ---------------------------- | ----------------- | ----------------- | ----------------- | -------- |
| Philip Laats        | Harmatsúly   | A       | erőnyerő                  | Macuoka Josijuki (JPN) · V |                   |                   |                   | Jörgen Häggqvist (SWE) · GY | Stephen Gawthorpe (GBR) · GY | kiesett           | kiesett           |                   | 9.       |
| Jean-Mane Dedecker  | Váltósúly    | B       | Thomas Haasmann (AUT) · V | kiesett                    | kiesett           | kiesett           | kiesett           |                             |                              |                   |                   |                   | 34.      |
| Gilbert Gustin      | Középsúly    | B       |                           | Ben Spijkers (NED) · V     | kiesett           | kiesett           | kiesett           |                             |                              |                   |                   |                   | 18.      |
| Robert Van de Walle | Félnehézsúly | A       |                           | Leo White (USA) · V        | kiesett           | kiesett           | kiesett           |                             |                              |                   |                   |                   | 18.      |

## Evezés
Férfi
| Versenyző                                           | Versenyszám      | Előfutam | Előfutam | Vigaszág | Vigaszág | Döntő | Döntő   | Döntő | Helyezés |
| Versenyző                                           | Versenyszám      | Idő      | Hely.    | Idő      | Hely.    | Típus | Idő     | Hely. | Helyezés |
| --------------------------------------------------- | ---------------- | -------- | -------- | -------- | -------- | ----- | ------- | ----- | -------- |
| Pierre-Marie Deloof Dirk Crois                      | Kétpárevezős     | 6:40,11  | 1.       | erőnyerő | erőnyerő | A     | 6:38,19 | 2.    |          |
| William Defraigne Guy Defraigne Philippe Cuelenaere | Kormányos kettes | 7:32,93  | 6.       | 7:46,67  | 5.       | B     | 7:35,67 | 5.    | 11.      |

Női
| Versenyző       | Versenyszám  | Előfutam | Előfutam | Vigaszág | Vigaszág | Elődöntő | Elődöntő | Döntő | Döntő   | Döntő | Helyezés |
| Versenyző       | Versenyszám  | Idő      | Hely.    | Idő      | Hely.    | Idő      | Hely.    | Típus | Idő     | Hely. | Helyezés |
| --------------- | ------------ | -------- | -------- | -------- | -------- | -------- | -------- | ----- | ------- | ----- | -------- |
| Ann Haesebrouck | Egypárevezős | 3:45,67  | 2.       | 3:48,57  | 1.       | 3:56,45  | 2.       | A     | 3:45,72 | 3.    |          |

## Íjászat
| Versenyző                | Versenyszám  | 1. forduló | 1. forduló | 2. forduló | 2. forduló | Összesítés | Összesítés |
| Versenyző                | Versenyszám  | Pont       | Hely.      | Pont       | Hely.      | Pont       | Helyezés   |
| ------------------------ | ------------ | ---------- | ---------- | ---------- | ---------- | ---------- | ---------- |
| Marnix Vervinck          | Férfi egyéni | 1260       | 9.         | 1259       | 9.         | 2519       | 7.         |
| Patrick De Koning        | Férfi egyéni | 1264       | 8.         | 1222       | 27.        | 2486holt   | 14.        |
| Willy Van Den Bossche    | Férfi egyéni | 1245       | 15.        | 1209       | 33.        | 2454       | 26.        |
| Marie-Claire Van Stevens | Női egyéni   | 1220       | 22.        | 1211       | 22.        | 2431       | 22.        |
| Raymonda Verlinden       | Női egyéni   | 1189       | 33.        | 1099       | 42.        | 2288       | 40.        |

## Kajak-kenu
Férfi
| Versenyző                         | Versenyszám         | Előfutam | Előfutam | Előfutam | Vigaszág | Vigaszág | Vigaszág | Elődöntő | Elődöntő | Elődöntő | Döntő   | Döntő    |
| Versenyző                         | Versenyszám         | Idő      | Hely.    | Össz.    | Idő      | Hely.    | Össz.    | Idő      | Hely.    | Össz.    | Idő     | Helyezés |
| --------------------------------- | ------------------- | -------- | -------- | -------- | -------- | -------- | -------- | -------- | -------- | -------- | ------- | -------- |
| Antoon De Brauwer                 | Kajak egyes 500 m   | 1:57,30  | 6.       | 14.      | 1:57,02  | 3.       | 7.       | 1:52,72  | 6.       | 15.      | kiesett | kiesett  |
| Antoon De Brauwer                 | Kajak egyes 1000 m  | 3:59,21  | 4.       | 10.      | 4:18,60  | 4.       | 6.       | 3:57,84  | 4.       | 5.       | kiesett | kiesett  |
| Patrick De Bucke Patrick Hanssens | Kajak kettes 500 m  | 1:39,97  | 5.       | 13.      | 1:41,97  | 3.       | 7.       | 1:40,59  | 5.       | 14.      | kiesett | kiesett  |
| Patrick De Bucke Patrick Hanssens | Kajak kettes 1000 m | 3:37,92  | 5.       | 14.      | 3:52,20  | 3.       | 6.       | 3:31,00  | 3.       | 9.       | 3:32,92 | 9.       |

Női
| Versenyző                      | Versenyszám        | Előfutam | Előfutam | Előfutam | Vigaszág | Vigaszág | Vigaszág | Döntő   | Döntő    |
| Versenyző                      | Versenyszám        | Idő      | Hely.    | Össz.    | Idő      | Hely.    | Össz.    | Idő     | Helyezés |
| ------------------------------ | ------------------ | -------- | -------- | -------- | -------- | -------- | -------- | ------- | -------- |
| Marleen Kuppens Lutgarde Thijs | Kajak kettes 500 m | 1:56,17  | 4.       | 8.       | 1:57,88  | 3.       | 3.       | 1:51,92 | 9.       |

## Kerékpározás

### Országúti kerékpározás
Férfi
| Versenyző          | Versenyszám   | Idő           | Helyezés      |
| ------------------ | ------------- | ------------- | ------------- |
| Carlo Bomans       | Mezőnyverseny | nem ért célba | nem ért célba |
| Ronny Van Sweevelt | Mezőnyverseny | nem ért célba | nem ért célba |
| Frank Verleyen     | Mezőnyverseny | nem ért célba | nem ért célba |

### Pálya-kerékpározás
Sprintverseny
| Versenyző   | Versenyszám  | 1. forduló                                        | 1. forduló | Vigaszág                                                        | Vigaszág | Döntő                  | Döntő | 2. forduló               | 2. forduló | Vigaszág             | Vigaszág | Nyolcaddöntő                                        | Nyolcaddöntő | Vigaszág                                         | Vigaszág | Döntő                | Döntő   | Negyeddöntő          | 5–8. helyért           | 5–8. helyért | Elődöntő             | Döntő                | Helyezés |
| Versenyző   | Versenyszám  | Ellenfelek Győztes idő                            | Hely       | Ellenfelek Győztes idő                                          | Hely     | Ellenfelek Győztes idő | Hely  | Ellenfél Győztes idő     | Hely       | Ellenfél Győztes idő | Hely     | Ellenfelek Győztes idő                              | Hely         | Ellenfelek Győztes idő                           | Hely     | Ellenfél Győztes idő | Hely    | Ellenfél Győztes idő | Ellenfelek Győztes idő | Hely         | Ellenfél Győztes idő | Ellenfél Győztes idő | Helyezés |
| ----------- | ------------ | ------------------------------------------------- | ---------- | --------------------------------------------------------------- | -------- | ---------------------- | ----- | ------------------------ | ---------- | -------------------- | -------- | --------------------------------------------------- | ------------ | ------------------------------------------------ | -------- | -------------------- | ------- | -------------------- | ---------------------- | ------------ | -------------------- | -------------------- | -------- |
| Frank Orban | Férfi egyéni | Fredy Schmidtke (FRG) · Rosman Alwi (MAS) · 11,80 | 2.         | Li Fu-hsziang (Lee Fu-Hsiang) (TPE) · Heinz Isler (SUI) · 11,53 | 1.       |                        |       | Mark Barry (GBR) · 11,33 | 1.         |                      |          | Philippe Vernet (FRA) · Murray Steele (NZL) · 11,33 | 3.           | Gabriele Sella (ITA) · Alex Ongaro (CAN) · 11,58 | 2.       | kiesett              | kiesett | kiesett              | kiesett                | kiesett      | kiesett              | kiesett              | kiesett  |

Üldözőversenyek
| Rudi Ceyssens                                        | Férfi egyéni | 4:51,51 | 9. | Michael Grenda (AUS) · 4:48,99 | 4:49,53 | kiesett                                                                                   | kiesett | kiesett | kiesett | kiesett | kiesett | kiesett |         |         |
| Rudi Ceyssens Roger Ilegems Peter Roes Joseph Smeets | Férfi csapat | 4:31,20 | 7. |                                |         | Ausztrália (AUS) · Michael Grenda · Kevin Nichols · Michael Turtur · Dean Woods · 4:30,19 | 4:31,53 | kiesett | kiesett | kiesett | kiesett | kiesett | kiesett | kiesett |

Pontverseny
| Név           | Versenyszám | Selejtező | Selejtező  | Selejtező | Döntő | Döntő      | Döntő    |
| Név           | Versenyszám | Pont      | Körhátrány | Hely.     | Pont  | Körhátrány | Helyezés |
| ------------- | ----------- | --------- | ---------- | --------- | ----- | ---------- | -------- |
| Roger Ilegems | Férfi       | 9         | –1         | 7.        | 37    | –          |          |
| Rudi Ceyssens | Férfi       | 17        | –1         | 9.        | 16    | –2         | 11.      |

## Lovaglás
Díjugratás
| Versenyző                                       | Ló           | Versenyszám | 1. forduló    | 1. forduló    | 2. forduló | 2. forduló | Összesen | Összesen |
| Versenyző                                       | Ló           | Versenyszám | Pont          | Hely.         | Pont       | Hely.      | Pont     | Helyezés |
| ----------------------------------------------- | ------------ | ----------- | ------------- | ------------- | ---------- | ---------- | -------- | -------- |
| Herman Van Den Broeck                           | Wellington   | Egyéni      | 16,00         | 25.           | 16,25      | 24.        | 32,25    | 25.      |
| Ferdi Tyteca                                    | 't Soulaiky  | Egyéni      | 28,25         | 42.           | kiesett    | kiesett    | kiesett  | kiesett  |
| Axel Verlooy                                    | Vrijheid     | Egyéni      | nem ért célba | nem ért célba | kiesett    | kiesett    | kiesett  | kiesett  |
| Herman Van Den Broeck Ferdi Tyteca Axel Verlooy | lásd fentebb | Csapat      | 80,25         | 13.           | kiesett    | kiesett    | kiesett  | kiesett  |

## Műugrás
Férfi
| Versenyző   | Versenyszám        | Selejtező | Selejtező | Döntő   | Döntő    |
| Versenyző   | Versenyszám        | Pont      | Helyezés  | Pont    | Helyezés |
| ----------- | ------------------ | --------- | --------- | ------- | -------- |
| Tom Lemaire | Egyéni műugrás     | 515,16    | 16.       | kiesett | kiesett  |
| Tom Lemaire | Egyéni toronyugrás | 455,61    | 19.       | kiesett | kiesett  |

## Sportlövészet
Férfi
| Versenyző    | Versenyszám       | Pont | Helyezés |
| ------------ | ----------------- | ---- | -------- |
| Frank Arens  | Légpuska          | 580  | 12.      |
| Gilbert Hoef | Sportpuska, fekvő | 589  | 25.      |

Nyílt
| Versenyző         | Versenyszám | Pont | Helyezés |
| ----------------- | ----------- | ---- | -------- |
| Gilbert Duchateau | Trap        | 177  | 33.      |
| Étienne Vivier    | Trap        | 176  | 35.      |
| Eric Lombard      | Skeet       | 178  | 51.      |

Női
| Versenyző           | Versenyszám | Pont | Helyezés |
| ------------------- | ----------- | ---- | -------- |
| Marie-Louise Hosdey | Légpuska    | 375  | 23.      |

## Szinkronúszás
| Versenyző                         | Versenyszám | Selejtező           | Selejtező           | Selejtező       | Selejtező  | Selejtező  | Döntő           | Döntő      | Döntő      |
| Versenyző                         | Versenyszám | Technikai gyakorlat | Technikai gyakorlat | Zenés gyakorlat | Összesítés | Összesítés | Zenés gyakorlat | Összesítés | Összesítés |
| Versenyző                         | Versenyszám | Pont                | Hely.               | Pont            | Pont       | Hely.      | Pont            | Pont       | Helyezés   |
| --------------------------------- | ----------- | ------------------- | ------------------- | --------------- | ---------- | ---------- | --------------- | ---------- | ---------- |
| Patricia Serneels                 | Egyéni      | 75,066              | 43.                 | 85,60           | 160,666    | 15.        | kiesett         | kiesett    | kiesett    |
| Katia Overfeldt                   | Egyéni      | 75,666              | 42.                 | kiesett         | kiesett    | kiesett    | kiesett         | kiesett    | kiesett    |
| Katia Overfeldt Patricia Serneels | Páros       | 75,366              | 15.                 | 81,20           | 156,566    | 15.        | kiesett         | kiesett    | kiesett    |

## Torna

### Ritmikus gimnasztika
| Versenyző      | Versenyszám | Selejtező | Selejtező | Döntő   | Döntő    |
| Versenyző      | Versenyszám | Pont      | Hely.     | Pont    | Helyezés |
| -------------- | ----------- | --------- | --------- | ------- | -------- |
| Sarina Roberti | Egyéni      | 35,65     | 24.       | kiesett | kiesett  |

## Úszás
Férfi
| Versenyző         | Versenyszám  | Előfutam | Előfutam | Előfutam | Döntő   | Döntő   | Döntő   | Helyezés |
| Versenyző         | Versenyszám  | Idő      | Hely.    | Össz.    | Típus   | Idő     | Hely.   | Helyezés |
| ----------------- | ------------ | -------- | -------- | -------- | ------- | ------- | ------- | -------- |
| Marc Van De Weghe | 400 m gyors  | 4:00,01  | 5.       | 20.      | kiesett | kiesett | kiesett | kiesett  |
| Marc Van De Weghe | 1500 m gyors | 15:45,50 | 6.       | 19.      | kiesett | kiesett | kiesett | kiesett  |

Női
| Versenyző                | Versenyszám  | Előfutam | Előfutam | Előfutam | Döntő   | Döntő   | Döntő   | Helyezés |
| Versenyző                | Versenyszám  | Idő      | Hely.    | Össz.    | Típus   | Idő     | Hely.   | Helyezés |
| ------------------------ | ------------ | -------- | -------- | -------- | ------- | ------- | ------- | -------- |
| Sabine Pauwels           | 200 m hát    | 2:21,36  | 3.       | 18.      | kiesett | kiesett | kiesett | kiesett  |
| Sabine Pauwels           | 200 m vegyes | 2:22,86  | 4.       | 13.      | kiesett | kiesett | kiesett | kiesett  |
| Sabine Pauwels           | 100 m hát    | 1:05,17  | 4.       | 15.      | B       | 1:05,33 | 7.      | 15.      |
| Yolande Van Der Straeten | 100 m hát    | 1:07,07  | 5.       | 22.      | kiesett | kiesett | kiesett | kiesett  |
| Yolande Van Der Straeten | 200 m hát    | 2:18,49  | 2.       | 10.      | B       | 2:18,63 | 5.      | 13.      |
| Ingrid Lempereur         | 100 m mell   | 1:12,08  | 2.       | 9.       | B       | 1:11,45 | 2.      | 10.      |
| Ingrid Lempereur         | 200 m mell   | 2:32,46  | 1.       | 1.       | A       | 2:31,40 | 3.      |          |

## Vitorlázás
Nyílt
| Versenyző        | Versenyszám | Futam | Futam | Futam | Futam | Futam | Futam   | Futam | Pontszám | Helyezés |
| Versenyző        | Versenyszám | 1     | 2     | 3     | 4     | 5     | 6       | 7     | Pontszám | Helyezés |
| ---------------- | ----------- | ----- | ----- | ----- | ----- | ----- | ------- | ----- | -------- | -------- |
| Philippe Willems | Finn dingi  | 23,0  | 23,0  | 25,0  | 24,0  | 24,0  | (35,0*) | 22,0  | 141,0    | 22.      |

* - kizárták (korai rajt)

## Vívás
Férfi
| Versenyző                                               | Versenyszám       | Selejtező | Selejtező | Selejtező | Selejtező | Selejtező | Selejtező | Főtábla                      | Főtábla                    | Vigaszág          | Vigaszág                                | Negyeddöntő                | Elődöntő                                                   | Döntő                                       | Helyezés |
| Versenyző                                               | Versenyszám       | 1. kör | 1. kör    | 2. kör | 2. kör    | 3. kör | 3. kör    | 1. kör                       | 2. kör                     | 1. kör            | 2. kör                                  | Negyeddöntő                | Elődöntő                                                   | Döntő                                       | Helyezés |
| Versenyző                                               | Versenyszám       | Ellenfél Eredmény | Hely.     | Ellenfél Eredmény | Hely.     | Ellenfél Eredmény | Hely.     | Ellenfél Eredmény            | Ellenfél Eredmény          | Ellenfél Eredmény | Ellenfél Eredmény                       | Ellenfél Eredmény          | Ellenfél Eredmény                                          | Ellenfél Eredmény                           | Helyezés |
| ------------------------------------------------------- | ----------------- | --- | --------- | --- | --------- | --- | --------- | ---------------------------- | -------------------------- | ----------------- | --------------------------------------- | -------------------------- | ---------------------------------------------------------- | ------------------------------------------- | -------- |
| Thierry Soumagne                                        | Tőr, egyéni       | 10. csoport · Kifah Al-Mutawa (KUW) · 5–2 · Lai Yee Lap (HKG) · 5–1 · Bilal Rifaat (EGY) · 5–1 · Greg Massialas (USA) · 5–3 · Bill Gosbee (GBR) · 0–5                       | 3.        | 1. csoport · Simokava Tadasi (JPN) · 5–0 · Georg Somloi (AUT) · 5–4 · Frédéric Pietruszka (FRA) · 2–5 · Matthias Gey (FRG) · 1–5                                              | 3.        | 2. csoport · José Rafael Magallanes (VEN) · 5–3 · Shlomo Eyal (ISR) · 5–3 · Liu Jün-hung (Liu Yunhong) (CHN) · 5–2 · Robert Blaschka (AUT) · 3–5 · Andrea Borella (ITA) · 2–5 | 3.        | Robert Blaschka (AUT) · 10–3 | Matthias Behr (FRG) · 2–10 |                   | Liu Jün-hung (Liu Yunhong) (CHN) · 10–5 | Matthias Behr (FRG) · 5–10 | kiesett                                                    | kiesett                                     | 8.       |
| Peter Joos                                              | Tőr, egyéni       | 9. csoport · Mike McCahey (USA) · 2–5 · Caj Hszing-hsziang (Tsai Shing-Hsiang) (TPE) · 5–0 · Ahmed Diab (EGY) · 5–2 · Khaled Al-Awadhi (KUW) · 5–3 · Kuki Péter (ROU) · 5–0 | 1.        | 8. csoport · Pierre Harper (GBR) · 3–5 · Sergio Turiace (ARG) · 5–1 · Peter Lewison (USA) · 5–2 · Joachim Wendt (AUT) · 2–5                                                   | 3.        | 4. csoport · Greg Benko (AUS) · 5–4 · Peter Lewison (USA) · 3–5 · Frédéric Pietruszka (FRA) · 4–5 · Csu Si-seng (Chu Shisheng) (CHN) · 1–5 · Matthias Gey (FRG) · 2–5         | 6.        | kiesett                      | kiesett                    | kiesett           | kiesett                                 | kiesett                    | kiesett                                                    | kiesett                                     | 20.      |
| Stefan Joos                                             | Tőr, egyéni       | 1. csoport · Robert Blaschka (AUT) · 4–5 · Majed Abdul Rahim Habib Ullah (KSA) · 5–1 · Henri Darricau (LIB) · 5–2 · Andrea Borella (ITA) · 3–5                              | 2.        | 2. csoport · José Rafael Magallanes (VEN) · 1–5 · Henri Darricau (LIB) · 5–4 · Harald Hein (FRG) · 5–1 · Mauro Numa (ITA) · 5–4                                               | 2.        | 3. csoport · Joachim Wendt (AUT) · 3–5 · Abdel Monem El-Husseini (EGY) · 4–5 · Kuki Péter (ROU) · 4–5 · Umezava Kenicsi (JPN) · 4–5 · Matthias Behr (FRG) · 1–5               | 6.        | kiesett                      | kiesett                    | kiesett           | kiesett                                 | kiesett                    | kiesett                                                    | kiesett                                     | 22.      |
| Stéphane Ganeff                                         | Párbajtőr, egyéni | 9. csoport · Lam Tak Chuen (HKG) · 5–2 · Caj Hszing-hsziang (Tsai Shing-Hsiang) (TPE) · 5–2 · Daniel Perreault (CAN) · 5–5 · Steven Paul (GBR) · 4–5                        | 3.        | 5. csoport · Abdel Monem Salem (EGY) · 5–3 · Sandro Cuomo (ITA) · 5–4 · Csao Cse-csung (Zhao Zhizhong) (CHN) · 4–5 · Daniel Perreault (CAN) · 1–5 · Michel Poffet (SUI) · 2–5 | 5.        | kiesett | kiesett   | kiesett                      | kiesett                    | kiesett           | kiesett                                 | kiesett                    | kiesett                                                    | kiesett                                     | 36.      |
| Thierry Soumagne                                        | Párbajtőr, egyéni | 10. csoport · I Ilhi (Lee Il-Hui) (KOR) · 5–4 · Mohamed Ahmed Abu Ali (KSA) · 5–3 · Sergio Luchetti (ARG) · 5–5 · Robert Marx (USA) · 0–5 · Volker Fischer (FRG) · 2–5      | 4.        | 8. csoport · Greger Forslöw (SWE) · 5–4 · Ángel Fernández (ESP) · 3–5 · Bård Vonen (NOR) · 2–5 · Cuj Ji-ning (Cui Yining) (CHN) · 0–5 · Philippe Riboud (FRA) · 2–5           | 5.        | kiesett | kiesett   | kiesett                      | kiesett                    | kiesett           | kiesett                                 | kiesett                    | kiesett                                                    | kiesett                                     | 42.      |
| Stefan Joos                                             | Párbajtőr, egyéni | 8. csoport · Liu Chi On (HKG) · 5–1 · Ángel Fernández (ESP) · 4–5 · Cung Hsziang-csing (Zong Xiangqing) (CHN) · 1–5 · Nils Koppang (NOR) · 3–5                              | 4.        | 3. csoport · José Rafael Magallanes (VEN) · 3–5 · Khaled Soliman (EGY) · 2–5 · Nils Koppang (NOR) · 0–5 · Stefano Bellone (ITA) · 2–5 · Björne Väggö (SWE) · 3–5              | 6.        | kiesett | kiesett   | kiesett                      | kiesett                    | kiesett           | kiesett                                 | kiesett                    | kiesett                                                    | kiesett                                     | 47.      |
| Thierry Soumagne Peter Joos Stefan Joos Stéphane Ganeff | Tőr, csapat       | 4. csoport · Kína (CHN) · 8 (60)–8 (58) · Kuvait (KUW) · 9–1 · Libanon (LIB) · 9–0                                                                                          | 1.        | |           | |           |                              |                            |                   |                                         | Ausztria (AUT) · 4–9       | Az 5–8. helyért · Egyesült Államok (USA) · mérkőzés nélkül | A 7. helyért · Kína (CHN) · mérkőzés nélkül | 8.       |